# Liga Narodów

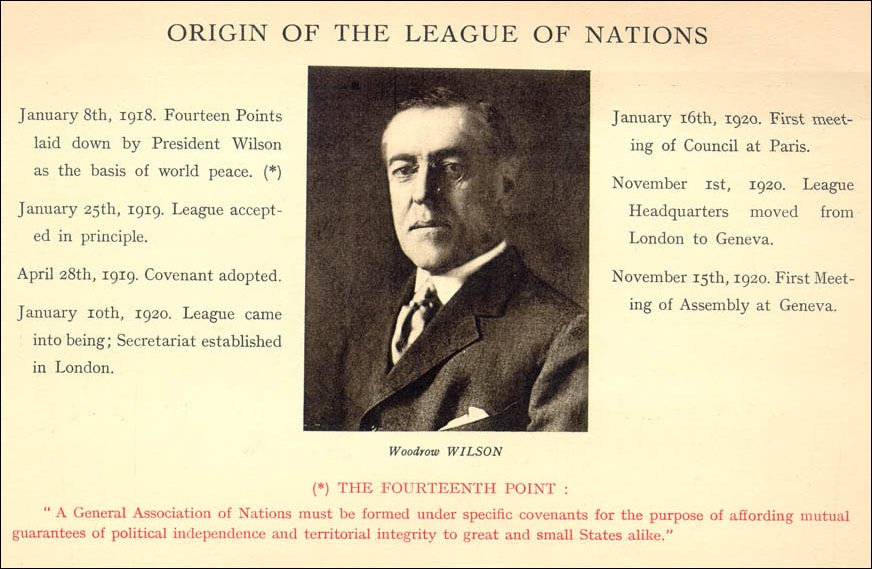
Rodowód Ligi Narodów

Liga Narodów (ang. League of Nations, fr. Société des Nations) – organizacja międzynarodowa powstała z inicjatywy prezydenta Stanów Zjednoczonych Woodrowa Wilsona podczas paryskiej konferencji pokojowej kończącej I wojnę światową istniejąca w latach 1920-1946. Statut Ligi został przyjęty przez paryską konferencję pokojową. Stał się on pierwszą częścią podpisanego 28 czerwca 1919 traktatu wersalskiego i wszedł w życie 10 stycznia 1920, wraz z innymi postanowieniami traktatu.
Celem Ligi Narodów było utrzymanie pokoju i współpracy na świecie, a impulsem do jej utworzenia był wielki rozlew krwi podczas I wojny światowej. Siedzibą organizacji była Genewa. W związku z powstaniem Organizacji Narodów Zjednoczonych w 1945 r., Liga Narodów została formalnie rozwiązana w 1946 roku, choć faktycznie przestała funkcjonować już podczas II wojny światowej. Ustanowienie Ligi Narodów stało się przyczyną odmowy ratyfikacji traktatu wersalskiego przez Stany Zjednoczone, bowiem Senat USA z większością republikańską był przeciwny polityce prezydenta Wilsona w tym zakresie, wejściu do Ligi i poddaniu się jej jurysdykcji.

## Struktura
Zgromadzenie po raz pierwszy zebrało się 15 listopada 1920 r. w Ratuszu w Genewie, regularne obrady toczyły się do 1941 r. Formalnie rozwiązane zostało w 1946 r., razem z przekazaniem niezakończonych operacji Organizacji Narodów Zjednoczonych. Państwa członkowskie mogły być reprezentowane przez maksymalnie 3 delegatów, jednak posiadały tylko jeden głos. Posiedzenia odbywać się miały raz do roku, choć mogły być zwoływane częściej. Kompetencje organu w Pakcie Ligi Narodów nie zostały ściśle sprecyzowane, Zgromadzenie rozpatrywać miało wszystkie sprawy z zakresu działań organizacji lub dotyczące światowego pokoju. Głosowało nad przyjęciem nowych członków, nad kandydaturą osoby na stanowisko Sekretarza Generalnego, zgłaszaną przez Radę, nad budżetem i wysokością składek.
Kompetencje Zgromadzenia były bardzo rozległe. Powierzono mu rozpatrywanie wszystkich spraw wchodzących w zakres działania Ligi lub dotyczących pokoju świata. Do najważniejszych należały: przyjęcia nowych członków, wybór stałych i niestałych członków Rady, akceptacja nominacji sekretarza generalnego, rozważanie sporów przedłożonych przez Radę, zapraszanie członków Ligi do ponownego zbadania obowiązujących ich traktatów, głosowanie nad poprawkami do Paktu i statutu Stałego Trybunału Sprawiedliwości Międzynarodowej (STSM), zgłaszanie do STSM wniosków o avis consultatifes, czyli opinie doradcze. W czasie I Zgromadzenia uprawnienia zostały poszerzone o sprawy budżetowe oraz wybór w porozumieniu z Radą sędziów STSM. Można zauważyć, że art. 3 w statucie Zgromadzenia wygląda identycznie jak art. 3 w statucie Rady. Wszelkie decyzje i zlecone czynności były zwykle pod adresem Rady, a zatem Zgromadzenie nie miało władzy wykonawczej. Figurowało ono więc jako gremium opiniodawcze, konsultacyjne.
Rada zobowiązała się jednakże do przedkładania na forum Zgromadzenia dorocznego raportu o swych pracach. Potwierdzało to równe kompetencje Zgromadzenia i Rady – został zamknięty problem widzenia Zgromadzenia w roli „nadparlamentu”, a Rady – „nadrządu”.
Na pierwsze Zgromadzenie przybyło 42 delegatów członków Ligi. Otwarcia dokonał pierwszy delegat Szwajcarii Giuseppe Motta, a przewodniczącym okrzyknięto Paula Hymansa. W składzie Biura Zgromadzenia byli również przedstawiciele 6 Komisji Ogólnych (A.J Balfour, T. Tittoni, Leon Bourgeois, Quinones de Leon, J.A. Guna, Branting). Pierwsza miała w swym programie prac sprawy konstytucyjne – czyli: regulamin wewnętrzny, poprawki do Paktu, stosunki między Radą a Zgromadzeniem oraz ich wzajemne kompetencje, sposób powoływania niestałych członków Rady; druga Komisja zajmowała się sprawami technicznymi, a więc: ich relacjami z Radą i Zgromadzeniem, powołaniem stałej organizacji komunikacji i tranzytu oraz higieny, sprawami tyfusu, opium, kontrolą wykonania porozumień odnośnie do traktowania kobiet i dzieci, paszportami dla członków Sekretariatu; trzecia Komisja analizowała projekty utworzenia Stałego Trybunału Sprawiedliwości Międzynarodowej; czwarta zajmowała się sprawami organizacji oraz Sekretariatu i finansami Ligi skupiając się na ocenie raportu sekretarza generalnego o organizacji Sekretariatu, analizie budżetów wykonanych oraz preliminarza na 1921 r.; piąta Komisja zajmowała się rozpatrywaniem wniosków o przystąpienie do Ligi; natomiast szósta zajmowała się sprawami uzbrojenia, ewentualnego stosowania „broni ekonomicznej” i mandatami.
Każda z Komisji wyznaczała sprawozdawcę przedkładającego na forum Zgromadzenia rezolucje zarówno przyjęte jednomyślnie, jak i te, które nie uzyskały akceptacji wszystkich członków. Jako trwałe decyzje I Zgromadzenia uznano wypracowany w Pierwszej Komisji regulamin jego prac i zasady funkcjonowania. Ustalono, że Zgromadzenia będą się zbierały w pierwszy poniedziałek września. Sesje nadzwyczajne mogły być zwoływane w ciągu miesiąca na życzenie każdego państwa, które zostało zaakceptowane przez większość członków Ligi. Na 4 miesiące przed zwołaniem Zgromadzenia przewodniczący Rady za pośrednictwem sekretarza generalnego przekazywał członkom niezbędne informacje, w tym: porządek obrad, raport o pracy Rady, Sekretariatu oraz środkach zastosowanych dla wykonania decyzji Zgromadzenia, wszystkie sprawy przekazywane do porządku obrad przez poprzednie Zgromadzenie, wszystkie sprawy proponowane przez Radę lub członków Ligi, budżet. W sprawach proceduralnych obowiązywała zasada większości głosów delegatów obecnych na posiedzeniu. Większość kwalifikowana obowiązywała w przypadku głosowań nad przyjęciem nowych członków.
W czasie I Zgromadzenia (15 listopada – 18 grudnia) niewiele kwestii mogło być rozstrzygniętych. Chociażby sprawa budżetu wyzwalała wielkie dyskusje zmuszające do przyjmowania rozwiązań kompromisowych, często obowiązujących do kolejnego Zgromadzenia.

### Rada Ligi Narodów
Rada miała zbierać się raz do roku, z czasem określono, że zbierać się będzie na 2 sesje stałe. Miała kierować działalnością polityczną organizacji, w praktyce okazała się najważniejszym organem. W skład wchodzili przedstawiciele głównych mocarstw, będący członkami stałymi Ligi Narodów, określani mianem „elitarnego klubu”. Oprócz nich do Rady wchodzili też przedstawiciele 4 innych państw (później liczbę zwiększono do 6). Wybierani byli na trzyletnią kadencję przez Zgromadzenie, co roku wymieniano 1/3 członków niestałych Rady. Po odbyciu kadencji, członek musiał odczekać kolejną, by móc znowu ubiegać się o udział w Radzie.
Rada Ligi była wyposażona w uprawnienia właściwe władzy wykonawczej. Początkowo planowano ją nazwać radą wykonawczą (conseil executif), jednak w ostatecznej wersji Paktu zrezygnowano z tego określenia. Rada składała się z członków stałych i niestałych. Ci pierwsi byli to przedstawiciele głównych Mocarstw Sprzymierzonych i Stowarzyszonych, a drugimi byli czterej inni członkowie Ligi. Skład Rady liczył 9 członków.
Do najważniejszych zadań Rady należały: aprobata nominacji wysokich urzędników Ligi; opracowanie planów redukcji zbrojeń narodowych; kontrola nad prywatną produkcją uzbrojenia; przyjmowanie wniosków i opinii specjalnej Komisji kompetentnej we wszystkich zagadnieniach dotyczących spraw wojskowych; lotniczych i morskich. Ponadto wskazanie środków działania na wypadek naruszenia całości terytorialnej i niezależności politycznej członków Ligi; działanie mediacyjne i rozjemcze na rzecz członków; propozycje środków zapewniających skuteczność wykonania wyroku arbitrażowego lub sądowego; wykluczenie z Ligi państwa uciekającego się do wojny wbrew zobowiązaniom zawartym w Pakcie; rozpatrywanie spraw konfliktowych między państwami, z których tylko jedno lub żadne nie było członkiem Ligi; kontrola funkcjonowania systemu mandatowego; wydawanie decyzji włączających środki finansowe dla funkcjonowania biur i komisji poddanych władzy Ligi w wydatki pokrywane ze składek członkowskich. Rada otrzymała uprawnienie do sprawdzenia wykonania rozbrojenia Niemiec, Austrii, Węgier i Bułgarii. Ten organ Ligi był traktowany jako naczelny.
Pierwsi członkowie Rady z różnych względów podzieleni, potem się łączyli podczas narastającej fali krytyki w związku ze składem Rady. Każde z Wielkiej Piątki z czasów Konferencji Paryskiej posiadało stałe miejsce w Radzie, a razem wzięte majoryzowały 4 miejsca niestałe, będące reprezentacją pozostałych 35 pierwotnych członków Ligi. Było to pogwałcenie zasady równości.
Ponadto było kilka koncepcji powoływania niestałych członków Rady (losowanie, zasada automatycznej rotacji), aż w rezultacie obrano zasadę tajności jako najbardziej obiektywnego miernika stosunku ogółu członków Ligi do danego państwa. Nastąpiło wiele niedomówień i zwad, których podstawą był okres mandatu danego państwa, likwidacja stałych miejsc w Radzie, jak i powiększenie liczby członków miejsc niestałych. I Zgromadzenie 11 grudnia 1920 r. podjęło decyzję, że mandaty Belgii, Brazylii, Hiszpanii i Grecji ustanowione przez Pakt upływały przed końcem 1920 r., kadencję nowych członków niestałych Rady wyłonionych przez obradujące Zgromadzenie na drodze tajnych wyborów ustalono na 1 rok, przewidziano powołanie specjalnej komisji w celu przestudiowania zgłoszonych w Pierwszej Komisji Zgromadzenia wniosków i przedłożenie wyników tych dociekań w czasie następnego Zgromadzenia.
Jednak uchwalone 29 września 1922 r. zasady głosiły wybór niestałych członków Rady poprzez tajne głosowanie, ustalając 3-letnią kadencję oraz niewybieralność ustępujących członków.
Jednym z krajów bałtyckich walczących o miejsce w Radzie była Polska. Zdawano sobie sprawę, że obecność Polski w Radzie mogła nawet zablokować wejście Niemiec do Rady, a przynajmniej obwarować je pewnymi trudnymi dla wchodzącego zastrzeżeniami. Tym między innymi należy tłumaczyć daleko posuniętą wstrzemięźliwość Francji wobec kandydatury polskiej. Późniejsze niepowodzenie Polski miało źródło w instrumentalnym jej traktowaniu (wynikający z jej położenia geograficznego oraz stosunków z sąsiadami, z genewskiej perspektywy nabiera specjalnej wyrazistości) i to nie tylko przez Paryż, ale ogół państw przede wszystkim europejskich. Dopiero w maju podpisano akt stanowiący o wejściu Polski do Rady, gdyż „godna jest powagi Ligi Narodów”.
Poszczególne kwestie rozpatrywane na posiedzeniach Rady poprzedzone były wyznaczeniem sprawozdawcy, powołanego przez przewodniczącego Rady w miarę możliwości spośród członków niezainteresowanych bezpośrednio w omawianej sprawie. Chcąc oddalić stałe pomawianie o stronniczość Rady przez jedną, lub drugą stronę, postanowiono w końcu 1926 r. dokonać podziału pomiędzy członkami, przypisując im określoną grupę spraw do referowania na Radzie. I tak Holandia zajmowała się sprawami mandatowymi, Chile – sprawami wolnego miasta Gdańska, Włochy – Zagłębiem Saary, Czechosłowacja – zbrojeniami, a finansami Ligi oraz kwestiami humanitarnymi – Rumunia. Powołanie sprawozdawców Rady było rozwiązaniem pozatraktatowym, wynikającym z doświadczeń i praktyki.
Decyzje Rady, jeśli nawet uzyskały jednomyślną akceptację jej członków, i tak były w praktyce interpretowane przez poszczególne państwa upatrujące w tym własny interes.

### Sekretariat Ligi Narodów

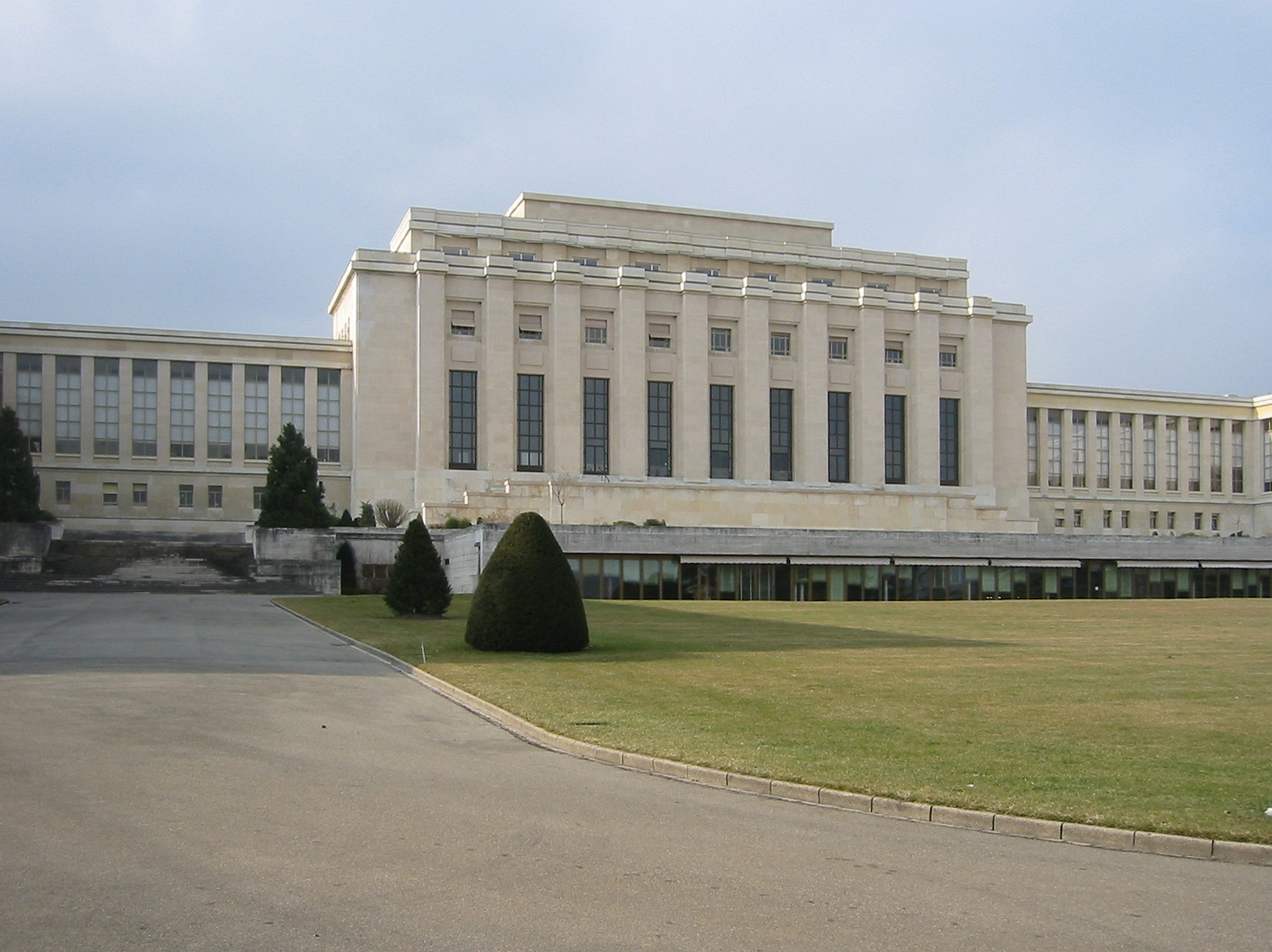
Pałac Narodów, siedziba organizacji od 1938 roku

Trzecim organem Ligi Narodów był Sekretariat. Pakt Ligi widział go jako organ pomocniczy Zgromadzenia i Rady, złożony z sekretarza generalnego, sekretarzy i niezbędnego personelu działającego w siedzibie Ligi. Sekretariat przygotowywał projekt budżetu oraz materiały do sesji Zgromadzenia i Rady, zajmował się też korespondencją napływającą na adres Ligi. Miał również obowiązek gromadzenia i udzielania informacji dotyczących kwestii międzynarodowych. Działaniami Sekretariatu kierował Sekretarz Generalny, wybierany przez Zgromadzenie, a mianowany przez Radę. W skład Sekretariatu wchodzili też Sekretarze i personel. Pierwszym Sekretarzem Generalnym został James Eric Drummond, urzędnik MSZ Wielkiej Brytanii.
Pierwszy sekretarz był już wymieniony w aneksie do Paktu, a nominację następnych powierzono Radzie za zgodą Zgromadzenia. Sekretariat miał spełniać funkcje przygotowawcze nie tylko dla pozostałych organów Ligi, ale także różnych, licznych komisji, komitetów itp., ponadto organizować pracę całej instytucji, a więc był to urząd, a nie władza. Do jego zadań należały referowanie, organizowanie, ale także sugerowanie odpowiednich rozwiązań spraw wcześniej przeanalizowanych przez odpowiedni zespół osób. Sekretariat przygotowując projekty uchwał rezolucji, zaleceń i obsługując różne konferencje międzynarodowe, mógł wpływać na ich treść czy charakter.
10 czerwca 1919 r. na kolejnym posiedzeniu Komitetu wydano apel o przekazywanie do (pierwszego) Sekretariatu wszystkich spraw ekonomicznych, politycznych i społecznych, sankcjonując tym samym działalność Sekretariatu Ligi.

#### Sekretarze generalni Ligi Narodów
- James Eric Drummond (Wielka Brytania, 1920–1933)
- Joseph Avenol (Francja, 1933–1940)
- Seán Lester (Irlandia, 1940–1946)

### Członkowie Ligi Narodów
państwa założycielskie w 1920
- Argentyna
- Australia
- Belgia
- Boliwia

Mapa świata ukazująca zmiany w członkach Ligi Narodów na przestrzeni lat 1920–1945

- Brazylia (wystąpiła 15 czerwca 1926)
- Chile (wystąpiło 14 maja 1938)
- Chiny
- Czechosłowacja (do 15 marca 1939)
- Dania (wystąpiła 20 lipca 1940)
- Francja (Francja Vichy wystąpiła 18 kwietnia 1941)
- Grecja
- Gwatemala (wystąpiła 15 maja 1936)[6]
- Haiti (wystąpiło w kwietniu 1942)
- Hiszpania (wystąpiła w maju 1939)
- Holandia
- Honduras (wystąpił 10 lipca 1936)
- Indie Brytyjskie
- Iran
- Japonia (wystąpiła 27 marca 1933 po incydencie mandżurskim)
- Kanada
- Kolumbia
- Kuba
- Liberia
- Nikaragua (wystąpiła 26 czerwca 1936)
- Norwegia
- Nowa Zelandia
- Panama
- Paragwaj (wystąpił 23 lutego 1935)
- Peru (wystąpiło 8 kwietnia 1939)
- Polska
- Portugalia
- Rumunia (wystąpiła w lipcu 1940)
- Salwador (wystąpił 11 sierpnia 1937)
- SHS (później jako Jugosławia; wystąpiła 17 kwietnia 1939, ponownie od października 1944)
- Szwajcaria
- Szwecja
- Syjam
- Urugwaj
- Wenezuela (wystąpiła 12 lipca 1939)
- Wielka Brytania
- Włochy (wystąpiły 11 grudnia 1937 po inwazji na Etiopię w 1935)
- Związek Południowej Afryki

1920
- Albania (od 17 grudnia 1920 do 9 kwietnia 1939)
- Austria (od 15 grudnia 1920 do 13 marca 1938)
- Bułgaria (od 16 grudnia 1920)
- Finlandia (od 16 grudnia 1920)
- Kostaryka (od 16 grudnia 1920, wystąpiła 22 stycznia 1925)
- Luksemburg (od 16 grudnia 1920 do 30 sierpnia 1942)

1921
- Estonia (od 22 sierpnia 1921)
- Litwa (od 22 sierpnia 1921)
- Łotwa (od 22 sierpnia 1921)

1922
- Węgry (od 18 września 1922, wystąpiły 14 kwietnia 1939)

1923
- Etiopia (od 28 września 1923)
- Irlandia (od 10 września 1923)

1924
- Dominikana (od 29 września 1924)

1926
- Niemcy (od 8 września 1926, wystąpiły 21 października 1933)

1931
- Meksyk (od 23 września 1931)

1932
- Irak (od 3 października 1932)
- Turcja (od 18 lipca 1932)

1934
- Afganistan (od 27 września 1934)
- Ekwador (od 28 września 1934)
- Związek Socjalistycznych Republik Radzieckich (od 18 września 1934, wykluczony 14 grudnia 1939 po inwazji na Finlandię)

1937
- Egipt (od 26 maja 1937)